# Kleinramspau
Kleinramspau ist ein Gemeindeteil des Markts Regenstauf im oberpfälzischen Landkreis Regensburg.
Das Dorf liegt auf der Gemarkung Ramspau in der linken Talniederung des Regen und fast vollständig östlich der Staatsstraße 2149. Durch den Ort verläuft der Karlsteiner Bach.
Durch die Eingliederung der Gemeinde Ramspau in den Markt Regenstauf am 1. Januar 1978 im Zuge der Gebietsreform in Bayern wurde der Ort ein Gemeindeteil von Regenstauf.